# Чиботару, Фёдор Фёдорович
Фёдор Фёдорович Чиботару — советский хозяйственный, государственный и политический деятель.

## Биография
Родился в 1914 году в селе Лядовены. Член КПСС с 1963 года.
С 1933 года — на хозяйственной, общественной и политической работе. В 1933—1982 гг. — член бельцской подпольной революционной организации «Красный школьник», в рядах Румынской коммунистической партии, член Клужского городского партийного комитета, организатор деятельности молдавских учреждений, эвакуированных в Казахскую ССР, аспирант в университете в Москве, заведующий сектором НИИ педагогики, заместитель министра просвещения Молдавской ССР, на педагогической работе.
Избирался депутатом Верховного Совета СССР 3-го созыва, Верховного Совета МССР 1-го и 2-го созывов.
Кандидат педагогических наук. Заслуженный работник народного образования Молдавской ССР.
Умер после 1982 года.